# Pilar Juncosa Iglesias
Pilar Juncosa Iglesias (Palma, 18 de julio de 1904-Palma, 25 de noviembre de 1995) fue una mecenas mallorquina y esposa del pintor Joan Miró. Más allá del apoyo incondicional a su esposo, Pilar asumió un rol activo en la trayectoria profesional de Joan Miró en la medida en que intercedía y gestionaba las relaciones entre el pintor y su entorno artístico. Además, fue una figura instrumental en la relación de Miró con Mallorca y, en particular, en el legado que el artista dejó en la ciudad, haciendo posible que la Fundació Pilar y Joan Miró a Mallorca fuera una realidad.

## Biografía

### Infancia y juventud
Nace el 18 de julio de 1929 en la calle de la Cavalleria de Palma, aunque sus padres (Enriqueta Iglesias Oromí y el fabricante de muebles Lambert Juncosa Massip) eran de Barcelona. Curiosamente, la madre de Pilar se cría con la que será la madre de Joan Miró (Dolors Ferrà Oromí), después de quedarse huérfana e ir a vivir a Palma a los ocho años con Josefa Oromí, su prima hermana, y su marido, el solleric Joan Ferrà.  Pilar es la tercera de ocho hermanos y, debido a la mala salud de su madre, desde muy joven debe asumir una gran responsabilidad y llevar el peso de la familia. 
En 1922, Pilar Juncosa y Joan Miró coinciden en la boda de la hermana del pintor, María Dolors. Vuelven a encontrarse ese mismo año, cuando Joan pasa una temporada en casa de los Juncosa-Iglesias en Villa Enriqueta (Son Armadans). En 1929, Joan Miró asiste a la boda de Enric Juncosa, hermano de Pilar, y se declara durante un paseo por s'Aigo Dolça. Pilar Juncosa y Joan Miró contraen matrimonio el 12 de octubre de 1929 en la parroquia de Sant Nicolau de Palma . 

### Primeros años en París
Tras la luna de miel en el Hotel Illa d'Or del Puerto de Pollensa, el joven matrimonio se va a vivir a París (rue François-Mouthon, 3).  Pilar se esfuerza mucho por mejorar sus conocimientos de cocina y de francés y para adaptarse a un nuevo estilo de vida.  Al año siguiente, viajan a Barcelona (pasaje del Crédito, 4) para que Pilar dé a luz a su única hija, María Dolors . Durante estos años, los inviernos residen en París y los veranos los pasan entre la masía de la familia Miró (Mont-roig) y Barcelona. También pasan temporadas cortas en Mallorca. En 1932, la crisis económica les obliga a establecerse en Barcelona. Allí están cerca de la madre de Joan, que tiene una salud delicada y echa de menos a su única hija. Joan instala un pequeño taller en la casa familiar del passatge del Crèdit.

### Los embates de la guerra (1936-1939)
En 1936 estalla la Guerra Civil. El cuñado de Joan Miró, el gran propietario Jaume Galobart, es asesinado por unas milicias antifascistas en Osona. El pintor, por su parte, es amenazado por la FAI (Federación Anarquista Ibérica) por los lazos falangistas de su cuñado.  Angustiado ante la compleja situación que se está viviendo, Joan Miró decide partir a París el 28 de octubre.  Pilar y María Dolors quedan en casa de la suegra. La familia considera que Pilar está más segura en Barcelona y, en cualquier caso, las autoridades impiden la salida del país. Ella, convencida de que quiere vivir con su marido, y gracias al contacto de Joan Miró y de Joan Prats con el comisario de Propaganda de la Generalidad de Cataluña, Jaume Miravitlles, consigue el pasaporte para partir a Francia con su hija. Desde París (boulevard Auguste Blanqui, 98), Pilar envía paquetes de alimentos a amigos y familiares de Barcelona. 
En 1939 se acaba la Guerra Civil. El bando republicano es derrotado; comienza la dictadura del general Franco, que durará cerca de cuarenta años.

### Europa, territorio convulso (1939-1945)
En septiembre de 1939 estalla la Segunda Guerra Mundial . Aquel verano el matrimonio deja París y alquila una casa, Clos des Sansonettes, en Varengeville-sur-Mer (Normandía). 
En el mes de mayo de 1940 el ejército alemán bombardea Normandía; los nazis invaden Francia. La pareja consigue llegar en tren a París, perdiendo todo el equipaje por el camino. Pilar convence a Joan para volver a España; se opone a emigrar, como hacen otros artistas e intelectuales.  Atraviesan la frontera por Portbou y se dirigen a la masía de la hermana de Miró en Sant Hipòlit de Voltregà, Osona. Joan Prats les advierte de que ir a Barcelona sería demasiado imprudente, dado el convulso escenario político. Reciben la visita de Lambert Juncosa, quien les convence de refugiarse en Mallorca. El padre de Pilar los acoge en su casa (calle de las Minyones, 11), donde el pintor instala un pequeño taller en el porche.  Una vez en Palma, Miró deja de ser el artista de fama que ha colaborado con la República y sólo es "el marido de Pilar"; pasa completamente desapercibido. Joan Miró se presentará a partir de ahora como "señor Juncosa". 
En 1942 la salud de la madre de Miró empeora. El matrimonio aprovecha que el gobierno franquista relaja las medidas represivas para ir a Barcelona, donde se instalan en el passatge del Crèdit. Pilar cuida a su suegra y su hija y lleva el peso de la casa, que incluye el taller de Miró, en el piso superior. En 1944 muere la madre de Miró, pero no abandonan Barcelona para que Dolors pueda proseguir sus estudios en la Escuela Virtèlia . 

### El esperado reconocimiento de Miró: Pilar y su implicación
En 1947 Miró alcanza fama internacional. Pilar desempeña un papel imprescindible en la actividad diaria de su marido: planifica los viajes, participa en las reuniones con los abogados, reserva hoteles y restaurantes, gestiona su agenda, hace seguimiento del cumplimiento de las condiciones de las exposiciones, revisa la correspondencia... Entre febrero y octubre toda la familia se traslada a Nueva York mientras Miró trabaja en el mural para el restaurante del Terrace Plaza Hotel de Cincinnati.  Aquí se reencuentran con amigos americanos y artistas exiliados: Sert, Balthus, Masson, Matisse, Calder, Duchamp, Tanguy… Pilar no habla inglés, pero con sus habilidades diplomáticas consigue comunicarse con toda la comunidad artística americana, que la reclama como vínculo para llegar al artista, siempre tan reservado. Pilar se adapta de forma intuitiva al mundo de los artistas, marchantes, galeristas y comisarios y, más tarde, al de las autoridades, los políticos y los representantes públicos. [cita requerida]

### Los años en Mallorca (1956-1995)
En 1954 el matrimonio compra la finca de Son Abrines, en Cala Major . El arquitecto y hermano de Pilar, Enric Juncosa, proyecta la casa. Allí, Joan Miró no dispone de un taller en el que trabajar y no quiere proponer el proyecto a su amigo y arquitecto Josep Lluís Sert porque piensa que en América está muy atareado. Pilar, a escondidas de su marido, enviará una carta a Sert en la que le explicará la situación y le pedirá que se encargue del proyecto. 
En 1956, el matrimonio se instala definitivamente en Palma. María Dolors, ya casada con David Fernández, irá a vivir a una casa contigua. Asimismo, seguían pasando algunos días en Barcelona o París, y los veranos en Mont-roig del Camp. En 1959 el matrimonio compra Son Boter, una posesión del XVIII situada en los terrenos anexos a Son Abrines que se convierte en un segundo estudio. 
A los cincuenta y seis años, Pilar se saca el carnet de conducir y se compra un Seat 600, ya que al vivir en las afueras de Palma las comunicaciones son deficientes y Pilar quiere tener mayor autonomía. 
En los años sesenta, a raíz del incremento de producción de obra gráfica de Joan Miró, Pilar intensifica su trabajo: anota minuciosamente el reparto de los ejemplares, las condiciones de los depósitos en las diferentes galerías, hace seguimiento de los encargos... [cita requerida]
En 1975 abre sus puertas la Fundación Joan Miró de Barcelona. Pilar participa activamente en la formación de la colección permanente de la Fundació, dando su colección personal de obras tempranas. Años después, dará también su "Constelación", regalo especial del artista y que ella decide que forme parte de los fondos de la Fundació.

#### Constitución de la Fundació Pilar i Joan Miró a Mallorca
Pilar también es parte activa en la constitución de la Fundació Pilar i Joan Miró a Mallorca cuando el matrimonio asienta sus bases con la creación de los Estatutos, aprobados en el Pleno del Ayuntamiento de Palma de 22 de marzo de 1979. 
El 7 de marzo de 1981 Joan Miró y Pilar Juncosa firman el acta de donación en el Ayuntamiento de Palma de los talleres de Son Abrines, Son Boter y del patrimonio artístico y documental que contienen a favor de la Fundació Pilar i Joan Miró a Mallorca. El artista quiere que la Fundación lleve el nombre de ambos, porque piensa que Pilar se encargará más que él. El delicado estado de salud del pintor hace que se incremente cada vez más la actividad gestora de Pilar, que se convierte en la intermediaria en todo tipo de trabajos y compromisos.
El día de Navidad muere Joan Miró a los 90 años en su casa de Son Abrines y es enterrado en el cementerio de Montjuïc de Barcelona.  Sus últimos trazos y pensamientos van dedicados a Pilar.  A partir de ese momento, Pilar asume el rol de representante de la Familia Miró en todas las gestiones de ámbito político y cultural.
Tres años después de la muerte de Miró, Pilar comprende la necesidad de disponer de un espacio adecuado que albergue la sede de la Fundació Pilar i Joan Miró a Mallorca y ponga el legado de Miró al alcance de la gente, siguiendo la voluntad del artista. Para financiar el proyecto, decide subastar cuarenta y dos obras de su colección personal en la casa Sotheby's. En dos horas se venden todas las obras y se alcanzan más de quinientos millones de pesetas, superando todas las expectativas. Sotheby's renuncia a la comisión y el rédito que genera ese dinero se destina al programa de Premios y Becas Pilar Juncosa y Sotheby's, con el objetivo de dar impulso a las nuevas generaciones de artistas. [cita requerida]
Se plantean diversas alternativas para albergar la sede de la Fundació, desde edificios históricos en el centro de Palma hasta construir Son Abrines. Finalmente Pilar anuncia la donación de los terrenos  donde se encuentra el actual edificio y el arquitecto Rafael Moneo se hace cargo del proyecto. Asimismo, Pilar hace numerosas donaciones de libros, revistas y recortes de prensa a la biblioteca de la Fundació durante los primeros años de funcionamiento de la institución,  biblioteca que desde febrero de 2021 lleva su nombre. 
El Edificio Moneo se acabará inaugurando el 19 de diciembre de 1992, abriéndose así al público la Fundación Pilar i Joan Miró a Mallorca  y haciéndose realidad el último deseo del artista: crear un centro vivo y dinámico que no sólo muestra la obra y el proceso creativo mironiano sino que también se abre a nuevas tendencias y jóvenes artistas, perpetuando así el espíritu de Joan Miró. 
Pilar Juncosa muere a los 91 años en Palma y es enterrada en el cementerio de Montjuïc, junto a Joan Miró. 